# جاي رالف
جاي رالف (بالإنجليزية: J. Ralph)‏ هو مؤلف موسيقى تصويرية ومغن مؤلف وملحن ومنتج أسطوانات أمريكي، ولد في 1975 في نيويورك في الولايات المتحدة.

## وصلات خارجية
- الموقع الرسمي
- جاي رالف على موقع IMDb (الإنجليزية)
- جاي رالف على موقع ميوزك برينز (الإنجليزية)
- جاي رالف على موقع ديسكوغز (الإنجليزية)
- جاي رالف على موقع ديسكوغز (الإنجليزية)
- جاي رالف على موقع قاعدة بيانات الفيلم (الإنجليزية)